# ستيف ويلكس (لاعب كرة قدم أمريكية)
ستيف ويلكس (بالإنجليزية: Steven Wilks)‏ هو لاعب كرة قدم أمريكية أمريكي، ولد في 8 أغسطس 1969 في تشارلوت في الولايات المتحدة.